# Khirbat Iribbin
Khirbat Iribbin (en arabe خربة عربي) ou Khirbat I'ribbîn ou Khurbet 'Arubbin (ce qui signifie « la ruine d’Arubbin ») était un village situé en Galilée supérieure, sur la rive nord de Wadi Karkara, à 23 km au nord-est d’Acre et à 1 km au sud de la frontière libanaise. Il fut détruit par la brigade Oded pendant la guerre israélo-arabe de 1948.

## Histoire
Les traces d'une occupation à l'époque byzantine sont marquées par une église à trois nefs (datant des VIe et VIIe siècles) qui a été ensuite réutilisée comme maison dans le village,.
Au XIXe siècle, le lieu ne semble plus habité. En 1875, le voyageur français  Victor Guérin visita la région : « Les ruines de [Kharbet A’rebbin] sont éparses sur les flancs et sur le sommet d’une haute colline, que borde au sud le ravin profond, et infranchissable sur ce point, de l’Oued Kerkera. Différents étages, régularisés jadis par la main de l’homme et maintenant envahis par d’épaisses broussailles, étaient autrefois couverts d’habitations, dont les débris jonchent le sol. Les arasements de quelques-unes d’entre elles sont encore visibles : elles étaient petites, mais assez bien bâties avec des pierres régulières et de moyenne dimension ». Guérin décrit de manière plus précise les restes d’une église, dont il observe le linteau d’une porte, les assises d’une abside et des fûts de colonnes. Il évoque aussi une tour de défense au sommet de la colline. À cette époque, selon lui, les ruines servent de pâturage à des troupeaux de nomades,.
Le nom n'apparaît pas dans les recensements de 1922 ou 1931 de la Palestine mandataire. En 1945, il est indiqué comme une partie d'une tribu, 'Arab el Quleitât (qui inclut aussi Jurdeih et Kirbath Idmith), qui, regroupé avec une autre unité, Arab el 'Arâmisha, compte alors 360 habitants, tous indiqués comme de religion musulmane. Leurs plantations occupent 16 dounams, les surfaces céréalières 2 637 dounams et les surfaces non cultivables 3 159 dounams (dont 169 de routes et rivières), pour un total de 11 463 dounams  (soit environ 11,4 km2),,. Les bâtiments et maisons couvraient alors 2 km2. En 1948, il est attribué au village une population de 418 habitants, avec des terres variées occupant 11 422 dounams (soit environ 11,4 km2).

## La guerre de 1948 et ses conséquences
Pendant la guerre israélo-arabe de 1948-1949, le village fut capturé par la brigade Oded de l'armée israélienne, le 31 octobre 1948, pendant l'Opération Hiram. Les villageois furent expulsés et les bâtiments détruits.
Après la guerre, la région fut intégrée à Israël. Le kibboutz Adamit (en) fut fondé en 1958 sur les terres du village, à l'ouest du site de l'ancien village proprement dit. Petersen inspecta l'endroit en 1991, décrivant quelques maisons rectangulaires, d'un étage, très espacées les unes des autres. La plupart des maisons étaient faites de pierres brutes posées à sec, mais avec traces de maçonnerie plus anciennes par endroits. Les toits étaient plats, faits de terre jetée au-dessus de branchages reposant sur des arches transverses. L'historien palestinien Walid Khalidi décrit ainsi le lieu en 1992 : « Le site est couvert des débris des maisons. Il y a aussi quelques puits et quelques grottes. Les restes d'étables sont situés environ 1 km plus loin, et à 4 km à l'est se trouvent les ruines de maisons utilisées par Arab al-Qulaytat. »